# پایگاه هوایی ریاق
 پایگاه هوایی ریاق (به انگلیسی: Rayak Air Base) یک فرودگاه نظامی است که یک باند فرود بتن دارد و طول باند آن ۳۰۳۹ متر است. این فرودگاه در کشور لبنان قرار دارد و در ارتفاع ۹۲۰ متری از سطح دریا واقع شده است.